# Anboto Dorrea
Anboto Dorrea es un rascacielos de 119 metros y 36 plantas en construcción, que se alzará en Bilbao en el complejo de Garellano. Ubicado junto a la soterrada Estación de Bilbao Intermodal, el edificio se sitúa muy próximo al Hospital de Basurto, al Estadio de San Mamés, a la Escuela de Ingeniería de Bilbao y a la nueva Facultad de Medicina y Enfermería de la UPV-EHU, cuyo traslado desde Lejona está previsto para 2026/2027. Es el noveno edificio y la quinta y última torre de dicho complejo.
Su construcción consta de dos fases. En la primera, iniciada en septiembre de 2020 por la constructora Dragados (Grupo ACS), se procedió a la cimentación del terreno sobre el que se situaría el edificio. Una vez concluida, comenzó la edificación de la torre a cargo de Construcciones Urrutia, cuya finalización completa está prevista para noviembre de 2024, con la entrega de llaves para finales de dicho año. Cuando termine su construcción, será el segundo edificio más alto del País Vasco tras la Torre Iberdrola y el edificio residencial más alto de esta comunidad.
La torre, que cuenta con 166 viviendas libres, 239 garajes, 166 trasteros y centro comercial, está diseñada por el prestigioso estudio de arquitectura británico Rogers Stirk Harbour + Partners.
En febrero de 2023, la obra fue paralizada por la subida de costes, tras lo cual Construcciones Urrutia abandonó la edificación. El 27 de abril la asamblea optó por la empresa vizcaína Vusa para rematar la torre.
A principios de abril de 2024, el edificio tocó techo en Garellano alcanzando los 119 metros que miden las 36 plantas construidas, constituyéndose así en el rascacielos residencial más alto de Euskadi.
El 8 de febrero de 2025 se informó que la torre residencial de Garellano se atascaba de nuevo y volvía a retrasarse al menos hasta 2026.

## Historia
Garellano es una de las zonas que mayor renovación ha experimentado en la nueva reordenación urbanística de Bilbao. El proyecto del equipo Rogers Stirk Harbour + Partners, liderado por Richard Rogers, fue elegido para el diseño del complejo de ocho viviendas de Garellano, que concluye con la edificación de la Anboto Dorrea. 
Su elección, vino motivada por un jurado compuesto por miembros del Ayuntamiento de Bilbao, la sociedad Bilbao Ría 2000, el Gobierno Vasco y arquitectos expertos en urbanismo, de entre cinco proyectos preseleccionados. Estos proyectos fueron los de los equipos Carlos Ferrater/Luis Domínguez, Junquera Arquitectos SLP, MVRDV/IA+B, Suárez & Santas Arquitectos y el citado dirigido por Richard Rogers.

### Polémica por el rediseño del original
Una vez presentado el diseño definitivo a finales de octubre de 2019, y después de que el proyecto de Anboto Dorrea sufriera dos modificaciones frente al original, sus propietarios mostraron su disconformidad con lo que no se hubo proyectado ni adquirido sobre plano, señalando tanto a la promotora Arrasate como al estudio de arquitectura de Richard Rogers.

### Paralización de las obras
El 8 de marzo de 2023 se dio a conocer la paralización de las obras desde el mes de febrero del mismo año. Las cooperativistas rescindieron el contrato con la constructora y ultimaron el reinicio del tajo con otra empresa. Construcciones Urrutia detuvo la obra al no poder pagar a las subcontratas tras la subida de costes.
El 24 de marzo se informó que la constructora de la torre de Garellano paralizada retiraba sus andamios y preparaba su marcha. Los promotores seguían trabajando en la búsqueda de otra empresa que asumiera la obra, que podría encarecerse de nuevo. El 4 de abril, la constructora abandonaba finalmente la obra, coincidiendo a su vez el conocimiento de que dicha constructora, Construcciones Urrutia, había paralizado también otras 36 viviendas en el barrio de Santutxu, en Bilbao, junto al Colegio Ángeles Custodios.
El 22 de abril se publicó en prensa que cuatro firmas, entre ellas Sacyr y Dragados, aspiraban a rematar la torre de Garellano, y que tras la presentación de las ofertas, los cooperativistas decidirían en asamblea el 27 de abril cuál de ellas elegían. Finalmente, la empresa vizcaína Vusa fue seleccionada para concluir la edificación.
El 8 de febrero de 2025 se publicó en prensa que la torre residencial de Garellano se atascaba de nuevo y volvía a retrasarse al menos hasta 2026.

## Edificio
La promoción Anboto Dorrea constará de 5 plantas de sótano con 239 garajes y 166 trasteros, una torre con las 3 primeras plantas (0, 1, 2) de equipamiento comercial, planta 3ª con equipamiento comunitario (gimnasio, txoko, piscina, sauna, solárium y juegos infantiles) y 32 plantas para un total de 166 viviendas en régimen de cooperativa.

## Viviendas
Las viviendas de Anboto Dorrea contarán con un equipamiento de calidad, una eficiente distribución y estancias exteriores que ofrecen una gran luminosidad y vistas de la ciudad. Asimismo, constarán de 2 o 3 dormitorios, amplias terrazas de hasta 26 m², carpintería de doble acristalamiento separado por cámara de aire aislante y un óptimo aislamiento acústico. La calefacción contará con sistema de suelo radiante por agua, mediante aerotermia.
Además, todas las viviendas tendrán instalación domótica que incluye: alarma de intrusión, alarma de incendios, aviso de corte de suministro eléctrico, control de climatización y control telefónico remoto. El edificio poseerá certificado energético A.

## Comunicaciones
La zona donde se ubicará el edificio es la mejor comunicada de la ciudad. Así pues, cuenta en su perímetro con los siguientes servicios:
- Estación de autobuses de Bilbao Intermodal, que se encuentra soterrada bajo la plaza situada frente al edificio.
- Metro de Bilbao, a través del Intercambiador de San Mamés.
- Renfe Cercanías, a través del Intercambiador de San Mamés y la estación de Basurto Hospital.
- Tranvía de Bilbao, con tres estaciones circundantes: San Mamés, Hospital y Basurto.
- Renfe Cercanías AM, a través de la estación de Basurto Hospital.